# Aszagh Ghale
Aszagh Ghale (perski: اشاق قلعه) – wieś w zachodnim Iranie, w ostanie Hamadan. W 2006 roku miejscowość liczyła 248 osób w 53 rodzinach.